# Yacc

yacc — компьютерная программа, служащая стандартным генератором синтаксических анализаторов (парсеров) в Unix-системах. Название является акронимом «Yet Another Compiler Compiler» («ещё один компилятор компиляторов»). Yacc генерирует парсер на основе аналитической грамматики, описанной в нотации BNF (форма Бэкуса-Наура) или контекстно-свободной грамматики. На выходе yacc выдаётся код парсера на языке программирования Си.
Yacc был разработан Стефеном Джонсоном (Stephen C. Johnson) в AT&T для операционной системы Unix. Позже были написаны совместимые версии программы, такие как Berkeley Yacc, GNU bison, MKS yacc и Abraxas yacc (обновлённый вариант AT&T-версии с открытым исходным кодом также вошёл в проект OpenSolaris от Sun). Каждый вариант предлагал незначительные улучшения и дополнительные возможности по сравнению с оригиналом, но концепция осталась той же. Yacc также был переписан на других языках, включая Java, C#, Pascal, Ada, Ratfor, EFL, ML, Limbo, Erlang, Go и т. д.
Поскольку парсер, генерируемый с помощью yacc, требует использования лексического анализатора, то часто он используется совместно с генератором лексических анализаторов, в большинстве случаев это lex либо flex. Стандарт IEEE POSIX P1003.2 определяет как функциональность, так и требования для lex и yacc.